# Colobanthus muelleri
Colobanthus muelleri är en nejlikväxtart som beskrevs av Thomas Kirk.
Colobanthus muelleri ingår i släktet Colobanthus och familjen nejlikväxter. Inga underarter finns listade i Catalogue of Life.